# Baboujé
Baboujé (auch: Babougé) ist ein Dorf in der Landgemeinde Gouchi in Niger.

## Geographie
Das von einem traditionellen Ortsvorsteher (chef traditionnel) geleitete Dorf liegt rund 28 Kilometer südlich des Hauptorts Gouchi der gleichnamigen Landgemeinde, die zum Departement Dungass in der Region Zinder gehört. Zu den Siedlungen in der näheren Umgebung von Baboujé zählen Jambirdji im Nordwesten sowie Bouzoun Kaza und Doumbari im Südosten.
Es herrscht das Klima der Sahelzone vor, mit einer durchschnittlichen jährlichen Niederschlagsmenge zwischen 300 und 400 mm. Die Vegetation ist vergleichsweise reichhaltig. Hier wachsen Anabäume, Doumpalmen und Niembäume. Baboujé ist von den für das Korama-Umland typischen sandigen Ebenen umgeben, die von Niederungen mit ständig Wasser führenden Teichen durchzogen sind.

## Bevölkerung
Bei der Volkszählung 2012 hatte Baboujé 1583 Einwohner, die in 275 Haushalten lebten. Bei der Volkszählung 2001 betrug die Einwohnerzahl 1054 in 192 Haushalten und bei der Volkszählung 1988 belief sich die Einwohnerzahl auf 427 in 80 Haushalten.
In ethnischer Hinsicht leben Hausa, Fulbe, Tuareg und Kanuri im Dorf. Die Bevölkerungsdichte in diesem Gebiet ist mit über 100 Einwohnern je Quadratkilometer hoch.

## Wirtschaft und Infrastruktur
Im Dorf wird ein Markt abgehalten. Das Gebiet der Ebenen im Süden der Region Zinder, in dem Baboujé liegt, ist von einer anhaltenden Degradation der ackerbaulichen Flächen gekennzeichnet, die mit der hohen Bevölkerungsdichte in Zusammenhang steht. Eine Maniok-Verarbeitungsanlage im Dorf wurde 2016/2017 errichtet. Mit einem Centre de Santé Intégré (CSI) ist ein Gesundheitszentrum vorhanden.